# Menhir da Cabeça do Rochedo
El Menhir da Cabeça do Rochedo és un monument megalític situat al municipi de Lagos, a Portugal. El monument es troba al costat d'una pedrera, al Lugar do Figueiral, al llogaret de Bensafrim. És a uns 500 m a l'oest de la carretera N120, de Lagoa, a Bensafrim.
És un monòlit llavorat de grans dimensions, de forma cilíndrica i fàl·lica. Es troba danyat al centre, on té una gran escletxa, i a l'extrem superior, és esqueixat en la diagonal. Formava part d'un conjunt de vuit monuments del mateix tipus, palplantats a la rodalia d'un poblat neolític; van furtar-ne un, i els altres sis van ser enretirats del lloc per la Cambra Municipal de Lagos, i només en roman aquest a l'indret d'origen.